# Boorzalf
Boorzalf is een zalf van 10% boorzuur in witte vaseline (petrolatum). Het werd gebruikt als desinfecteermiddel van de huid, bijvoorbeeld bij luieruitslag. Gebruik van boorzalf wordt echter ontraden, omdat boorzuur door de huid heen wordt opgenomen en schadelijk is voor de nieren en het zenuwstelsel. Andere desinfectiemiddelen, zoals chloorhexidine en povidonjodium, zijn veel effectiever en veiliger.